# Olympiakos Nicosia
Olympiakos Nicosia (Grieks: Ολυμπιακός Λευκωσίας, Olympiakos Lefkosias) is een Cypriotische sportclub uit de hoofdstad Nicosia. De club is actief in voetbal en volleybal. De club speelde van 1932 tot 2008 vijfenzestig seizoenen in de hoogste klasse, met sporadisch een jaar onderbreking. Na de degradatie in 2008 duurde het twee seizoenen vooraleer de club terug kon keren op het hoogste niveau en speelde daar vervolgens drie jaar. In 2013 degradeerde de club echter en duurde het zes jaar voordat de club weer wist terug te keren naar het hoogste niveau.

## Voetbalafdeling

### Erelijst
- Cypriotisch landskampioenschap

1967, 1969, 1971
- Cypriotische beker

1977
- Cypriotische Supercup

1967
- Cypriotische tweede divisie

1984, 1998

### Olympiakos in Europa
#Q = #kwalificatieronde, #R = #ronde, T/U = Thuis/Uit, W = Wedstrijd, PUC = punten UEFA coëfficiënten .
Uitslagen vanuit gezichtspunt Olympiakos Nicosia
| Seizoen | Competitie    | Ronde | Land                 | Club                     | Totaalscore | 1e W    | 2e W     | PUC |
| ------- | ------------- | ----- | -------------------- | ------------------------ | ----------- | ------- | -------- | --- |
| 1967/68 | Europacup I   | 1R    | Vlag van Joegoslavië | FK Sarajevo              | 3-5         | 2-2 (T) | 1-3 (U)  | 1.0 |
| 1969/70 | Europacup I   | 1R    | Vlag van Spanje      | Real Madrid CF           | 1-14        | 0-8 (T) | 1-6 (U)  | 0.0 |
| 1971/72 | Europacup I   | 1R    | Vlag van Nederland   | Feyenoord                | 0-17        | 0-8 (U) | 0-9 (T)  | 0.0 |
| 1973/74 | UEFA Cup      | 1R    | Vlag van Duitsland   | VfB Stuttgart            | 0-13        | 0-9 (U) | 0-4 (T)  | 0.0 |
| 1977/78 | Europacup II  | 1R    | Vlag van Roemenië    | CS Universitatea Craiova | 1-8         | 1-6 (T) | 0-2 (U)  | 0.0 |
| 2001/02 | UEFA Cup      | Q     | Vlag van Hongarije   | Dunaferr FC              | 6-4         | 2-2 (T) | 4-2 (U)  | 2.5 |
|         |               | 1R    | Vlag van België      | Club Brugge              | 3-9         | 2-2 (T) | 1-7 (U)  | 2.5 |
| 2003    | Intertoto Cup | 1R    | Vlag van Slowakije   | ZTS Dubnica              | 1-7         | 0-3 (U) | 1-4 (T)  | 0.0 |
| 2005    | Intertoto Cup | 1R    | Vlag van Roemenië    | Gloria Bistrița          | 0-16        | 0-5 (T) | 0-11 (U) | 0.0 |

Totaal aantal punten voor UEFA coëfficiënten: 3.5

## Bekende spelers
- Edgardo Adinolfi
- Orhan Džepar
- Isli Hidi
- Gorgi Hristov
- Kacha Katsjarava
- Emmanuel Kenmogne
- Jozef Kožlej
- Fabrice Lokembo-Lokaso
- Giorgos Savvidis
- Marko Simeunovič
- January Ziambo

## Volleybalafdeling

### Erelijst
- Cypriotisch landskampioenschap

1974, 1976